# مايك بوتشي
مايك بوتشي (بالإنجليزية: Mike Bucci)‏ هو مصارع محترف أمريكي، ولد في 5 يونيو 1972 في تومز ريفر (نيو جيرسي) ‏ في الولايات المتحدة.

## وصلات خارجية
- مايك بوتشي على موقع CageMatch worker (الإنجليزية)
- مايك بوتشي على موقع قاعدة بيانات المصارعة على الإنترنت (الإنجليزية)
- مايك بوتشي على موقع عالم المصارعة على الإنترنت (الإنجليزية)
- مايك بوتشي على موقع عالم المصارعة على الإنترنت (الإنجليزية)

- مايك بوتشي على موقع IMDb (الإنجليزية)
- مايك بوتشي على موقع قاعدة بيانات الفيلم (الإنجليزية)